# Primavera (Botticelli)
Sandro Botticelli (1445. – 1510.) je svoju sliku Proljeće (talijanski: Primavera), poznatu i kao Alegorija proljeća, naslikao u seriji mitoloških slika za obitelj Medici koji su se zanimali za "pogansku" tematiku (kojoj između ostalih pripada i Rođenje Venere). To zanimanje je potaknuto obnovom Platonove filozofije (neoplatonizam) koja je dovela do zanimanja za antičke teme i osnivanje Platonove Akademije u Firenci 1469. god. Proljeće je, zajedno s Rođenjem Venere, bilo predviđena za Villu di Castello, a danas se nalazi u Galeriji Uffizi u Firenci.
Slika prikazuje voćnjak u kojemu su stabla raspoređena u polukrug koji čini okvir za niz figura. S desne strane vidimo Zefira, boga vjetra, koji drži Klori, koju svojim dahom oplođuje i preoblikuje u floru cvjetova i boginju proljeća. U sredini je lik Venere koja prizoru daje stabilnost, dok je iznad nje njezin sin Kupid koji baca strijelice. S lijeve strane tri Gracije (Harite) u skupini izvode lagani ples, a odmah do njih je Merkur koji mačem u ruci tjera oblake.
Likovi su također stavljeni u nestvarni krajolik, potpuno osvjetljen bez realnog izvora svjetla. Ipak, njihova odjeća je prepuna detalja i bogata naborima, potpuno lepršava; Botticelli je bio majstor u prikazivanju tkanina. Alegorija proljeća je prva slika na kojoj je Botticelli slikao gracilne likove lijepih, izduženih djevojaka u idealiziranom ambijentu, namjerno izbjegnutih dubina i plasticiteta svedenog na minimum. Na ovoj slici Botticelli usvaja mekane linije kojima daje skladan ritam, a kompoziciju ističe svježim i nježnim temperama. Na slici vlada nestvarno, idealizirano prikazivanje likova bez detalja, u kojemu je zanemarena anatomija ističući tako linearnost likova. Botticelli je prije svega bio crtač, boja ga je manje zanimala. 